# موتور حاجی درمحمد
موتور حاجی درمحمد، روستایی در دهستان پیرسهراب بخش مرکزی شهرستان چابهار در استان سیستان و بلوچستان ایران است.

## جمعیت
بر پایه سرشماری عمومی نفوس و مسکن در سال ۱۳۹۵، جمعیت این روستا برابر با ۲۱ نفر (۵ خانوار) بوده‌است.